# Ковальов Михайло Васильович
Миха́йло Васи́льович Ковальо́в (16 серпня 1925 — 5 липня 2007) — радянський та білоруський державний і партійний діяч.
Депутат Верховної Ради СРСР 11 скликання, Народний депутат СРСР. Член ЦК КПРС (1986–1990).

## Освіта
1954 року закінчив Ленінградський гірничий інститут.

## Біографія
Учасник Великої Вітчизняної війни: стрілець, зв'язківець. Двічі поранений.
- 1945–1946 — курсант Рязанського артилерійського училища.
- 1946–1948 — старший телефоніст одного з артилерійських полків Московського військового округу.
- 1948–1949 — працівник на Мінському мотороремонтному заводі.
- 1954–1966 — майстер, старший виконроб, начальник будівельного управління, управляючий будівельним трестом, Солігорськ.
- 1966–1967 — заступник міністра будівництва БРСР, заступник міністра промислового будівництва БРСР.
- 1967–1977 — голова Мінського міськвиконкому. З іменем М. В. Ковальова пов'язано введення в експлуатацію 1-ї черги Мінського метрополітену.
- 1977–1978 — 1-й заступник голови Держплану БРСР.
- 1978–1984 — заступник голови Радміну БРСР.
- 1984–1986 — перший заступник голови Радміну БРСР.
- 1986–1990 — голова Ради міністрів БРСР.

З 1990 року — персональний пенсіонер союзного значення.

## Нагороди
- орден Леніна
- орден Жовтневої Революції
- орден Вітчизняної війни 1-го ступеня
- два ордени Трудового Червоного Прапора
- орден Червоної Зірки
- орден «Знак Пошани»